# Anne-Cath. Vestly
Anne-Cath. Vestly (Åmot, 15 de febrero de 1920 - Drammen, 15 de diciembre de 2008) fue una escritora noruega de literatura infantil. Es conocida por una amplia gama de libros para niños publicados desde 1953 hasta 2004. Su obra más importante es su serie sobre una abuela (Mormor) que cuidó y compartió numerosas aventuras con ocho niños.

## Biografía
Nació con el nombre de Anne Catharina Schulerud en el pueblo de Rena, municipio de Åmot en Hedmark, Noruega. Era hija de Mentz Oliver Schulerud (1877-1931) y Aagot Schulerud (1875-1957). Su padre era farmacéutico y tenía una ferretería. Su madre era maestra de escuela. Se graduó en Letras en Lillehammer en 1939. Luego se mudó con su madre a Oslo, donde estudió en la Universidad de Oslo, asistió a la escuela de oficios y se involucró en un trabajo como parte de un teatro amateur.
Entró en contacto con la programación de radio en 1946 a través de su hermano Mentz Schulerud, quien trabajaba como secretario de programas en la Norsk Rikskringkasting (NRK). Pronto comenzó su carrera con el entretenimiento infantil en la radio y la televisión. La mayoría de sus libros se presentaron por primera vez como lecturas en el programa Barnetimen for de minste de la NRK. También coprotagonizó con Alf Prøysen la obra Kanutten og Romeo Klive (1963), un popular programa de televisión infantil en la NRK.
Su primer libro, Ole Aleksander Filibom-bom-bom, finalmente se convirtió en una serie de doce volúmenes. Ella desafió los roles de género tradicionales en la serie "Aurora" (1966-1972), en la que describe una familia donde la madre trabaja como abogada, mientras que el padre, un candidato a PhD en historia antigua, se queda en casa con sus dos hijos.
Su obra más famosa, Ocho niños y un camión (en noruego: Åtte små, store og en lastebil), trata sobre una familia con ocho hijos que vive en un pequeño apartamento en Oslo. Fue el primero de una serie de nueve libros, el último de los cuales se publicó en 2000 sobre la abuela materna de los niños (Mormor). La serie es conocida por el nombre "Eight Children" en inglés (en noruego, Mormor og de åtte ungene) y fue traducida al inglés por Methuen Publishing. Varios de los libros de Vestly llegaron a la televisión. Vestly también trabajó como actriz, interpretando el papel de la abuela en televisión; Mormor og de åtte ungene i byen (1977) y Mormor og de åtte ungene i skogen (1979).

## Vida personal
En 1946 se casó con John Vestly (1923-1993). Eran padres de dos hijos: John (nacido en 1948) y Hakon (nacido en 1957). Su marido ilustró todos sus libros hasta su muerte en 1993. Vestly era hermana del autor, locutor de radio y director de teatro, Mentz Schulerud. También era tía de Ingrid Schulerud, que estaba casada con el primer ministro noruego, Jens Stoltenberg, más tarde secretario general de la OTAN.
Anne-Cath. Vestly fue diagnosticada con la enfermedad de Alzheimer a principios de 2006. Según su familia, había mostrado signos de demencia durante varios años antes de su diagnóstico. Pasó sus últimos años viviendo en un hogar de ancianos en Mjøndalen, donde murió en 2008 a la edad de 88 años.

## Premios
- Riksmålsprisen, 1977.
- Premio Peer Gynt, 1980.
- Alf Prøysens Ærespris,  1986.
- Bokhandlerprisen, 1986 (por el libro Mormor og de åtte ungene på sykkeltur i Danmark).
- Spellemannprisen, 1991 (por el álbum Marte og mormor og mormor og Morten 1-4).
- Orden de San Olaf (Caballera, Primera clase) 1992.
- Norsk kulturråds ærespris, 1994.
- Premios Brage, premio honorífico, 1995.
- Premio Prillarguri, 2000.